# 人間円塔

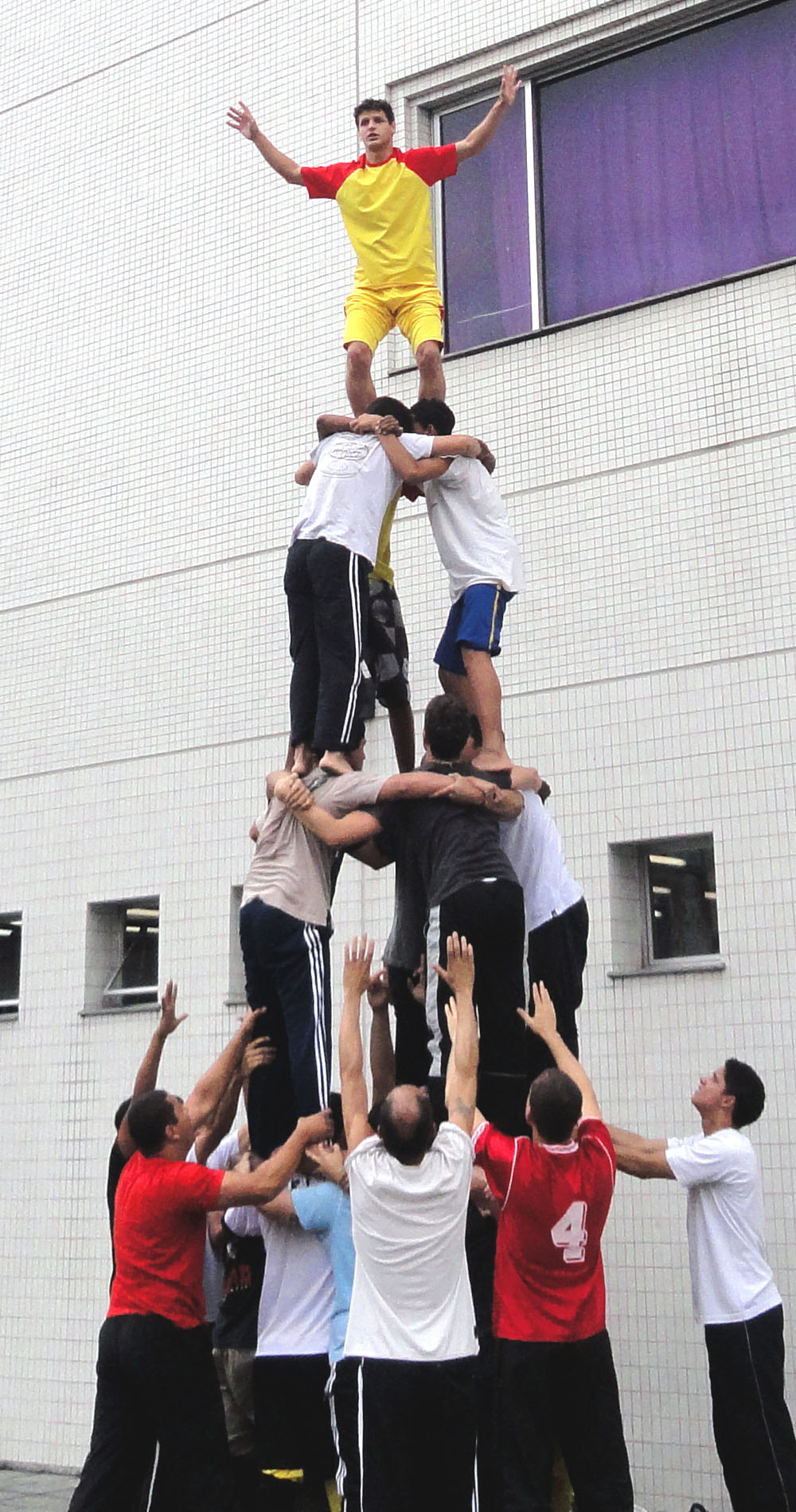
起立直前の四段人間円塔。ブラジル、リオデジャネイロ、ブラジル創価学会のチームが行っている2011年10月の練習風景。

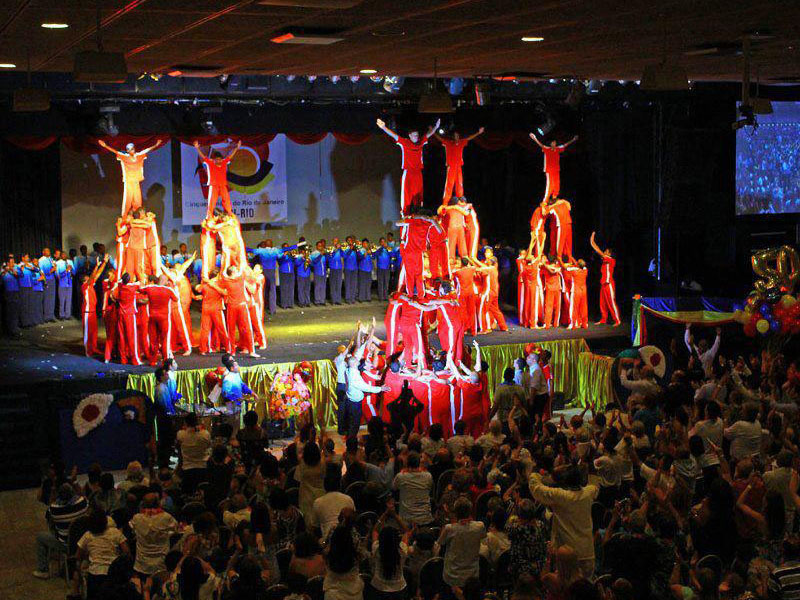
起立した4基のブラジル式三段円塔と1基のブラジル式四段円塔。2011年10月30日に行われたブラジル、リオデジャネイロの創価学会合同大会における演技。

人間円塔（にんげんえんとう）とは組体操の大技の一つで、人間ピラミッドと並んで演技のクライマックスでしばしば披露される。組体操の中では最も高く最も大きい技である。最下段の演技者の肩の上に二階の演技者の足をのせ、同様にしてさらに上の階を積み上げていく。組み立ては座った姿勢で行われ、組み立て完了後、下段から順番に立ち上がり、人間円塔は次第に高さを増していき、頂上が立ち上がると完成する。1982年に日本で立ち上がった六段円塔はギネスブックに記載された。
一般用語としては人間円塔と人間ピラミッドはしばしば混同される。本稿では組体操の人間円塔を説明する。

## 三段円塔
三段円塔は人間円塔の基本形であり、難易度があまり高くないのでしばしば披露される。よく見られる形態は基底部6人、二階3人、頂上1人、即ち6 + 3 + 1の10人構造である。この形態は安定性がよく各構成員の重量負担が比較的小さいので、21世紀の現代の一般的な若者の体力でも日曜日のみの練習を一ヵ月半も続ければ満足できる完成度が得られる。他に5 + 3 + 1、4 + 2 + 1、3 + 2 + 1の構造もあるが、これらを実現するには厳しい体つくりが要求される。三段円塔は組み立て形態の違いから、標準式とブラジル式の二種の主要な構造形式に分類できる。
標準式三段円塔は日本、マレーシア、フィリピン、アメリカなど世界各地で披露されている。香港の三段円塔は標準型に似るが、最下段の構造が多少異なる。一階にあたる最下部の6人は両足の裏を地面につけて深く座り、右腕を回し1人あけた隣のメンバーの左手をとる。二階の3人は最下部の右肩に乗り、隣の構成員のひじをつかむ。頂上のメンバーは二階の2人の肩の上に足を乗せ、残った1人の上に両手を乗せる。組み立てが完成すると、下位から上位にむかって順番に立ち上がっていく。二階の各構成員に2人の補助がつく。補助を含めた全人員は16人である。立ち上がるときには、二階は一階の2人と補助の2人、計4人に持ち上げられる。一階は両足の力で上位の階を担ぎ上げて、背骨が垂直になるまで立ち上がる。
ブラジル式三段円塔は1984年に披露されたブラジル式四段円塔の縮小版であり、現在に至るまでブラジルで広く用いられている。標準型と比べると構造的に堅牢で直径が小さく、力を円塔の中心点に集中できるので壊れにくい。二階の構成員の前倒し角が小さく姿勢が垂直に近いため、クリープ効果がほとんど現れない。最下段は通常6人であるが、5人で行われる場合もあった。最下段の演技者は右足を前に出し、左足を後ろに引き、左足と右ひざで塔全体の重さを支えてすわる。両膝は直角に曲げ、背骨を垂直な位置に据える。右腕を回し2人あけた隣のメンバーの左手をとる。二階の3人は最下部の右肩に乗り、右腕を回し1人あけた隣のメンバーの左手をとり、額を接触させて三角形構造を作る。頂上は二階の2人の肩の上にそれぞれの足を乗せ、残った1人の上にある二階の腕を両手でつかむ。組み立てが完成すると、下位から上位にむかって順番に立ち上がっていく。起立中、最下段は背骨を常に垂直位置に保つ。塔の高さは5 m弱である。この形式の三段円塔では二階と三階各人に1人ずつの補助がつく。補助を含めた構成員は計14人となる。補助は、組み立て時は梯子となり、塔が立ち上がる時には塔の構成員の荷重負担軽減の役割を負う。最下段の立ち上がりは、基本的に右足7割左足3割の力をかけ、背骨が垂直な姿勢を保ちつつ、3秒以内の短時間で行う。ブラジル式では一階の肩が高いので、二階以上の組み立てに補助が必須となる。また、一階の起立速度が速いので、全段同時瞬間直立が標準型より難しい。21世紀には標準型を含めて全段同時瞬間直立はほとんど行われていなかったが、2010年11月にはブラジルのニテロイのチームが、また2013年7月にはリオデジャネイロのチームが、ブラジル式三段円塔の全段同時瞬間直立を披露した。
特殊な形態では1998年および2012年にリオデジャネイロで披露された4 ＋ 2 ＋ 1構造の塔がある。形態は円筒型ではなく四角錐であり、細くて美しい外観である。最下段の四人全員が前方を向くので、観客から見て迫力がある。補助を含めて計10人で組み立てることができるが、12人で組み立てると四方の支柱に斜めの補助が立つことになり、大変美しい。この形式の塔は現在リオではTorre de Gajokai（牙城会式三段円筒）と呼ばれている。この形式の塔では、全段瞬間直立は困難である。1998年の演技では2本の帆船のマストをこの形式の三段円塔で作り、頂上のメンバーが帆を保持したまま起立歩行前進した。構成員には高度な訓練を必要とする。とりわけ、二段目と頂上の三人は高度の平衡感覚が必要であり、それを発揮するには最下段二列の前後の距離が重要となる。
さらに特殊な形態では、マレーシアの三段平面塔がある。この塔は3 + 2 + 1構造であり補助を4人必要とする。実現にはきわめて高度な肉体訓練と高い平衡安定性を必要とするので、マレーシア以外では披露されたことがない。
標準式、ブラジル式では、塔の構成員は胸を張り背骨を垂直に伸ばし直立姿勢をとる。背骨を曲げ尻を後ろに突き出すと姿勢が垂直ではなくなり、塔の重さのすべてがその1人にのしかかり組み立ては崩壊する。他方、日本の学校の運動会で披露される三段円塔はこれらとは逆に構成員全員が腰を直角に近い角度に折りまげ、前屈姿勢で行うものが多い。この形式では塔の直径が大きくなり逆に高さは低くなるので、崩壊した時にけが人が出にくくなる。落下時の衝撃は高さに比例し、頭部を打ち付けて開頭手術を行った児童生徒が耳鳴りを伴う難聴を患った事例がある。

## 四段円塔
四段円塔の高さは6 m以上となり、三段円塔では得られない迫力ある演技が可能となる。その半面難易度が高く演技者には高度な能力が必要で、最低でも二ヶ月以上の肉体強化と一ヶ月以上の技術訓練が必要とされる。
四段円塔の構造には標準式とブラジル式がある。標準式は最下部12人、二階6人、三階3人、頂上1人の構造で、日本、香港、フィリピン、インドネシア、アメリカなどで披露された。二階の各メンバーには2人の補助がつくので、合計35人となる。最下段は標準式三段円塔の場合と同じく、両足で深く座り1人あけた隣のメンバーの手をとる。二階は最下部の右肩に乗り、1人あけた隣のメンバーの手をとる。三階は隣のメンバーのひじをつかむ。すなわち、全体において標準式三段円塔と類似する。しかし三段円塔と比べると最下段の重量負担は20%以上、二階の重量負担は100%以上大きい。そのため補助が行う最下段の重量負担軽減の役割は大変重要となる。塔の直径が2倍になるので力を中心に集中させにくく、クリープ効果によって二階の直径が拡大するため、中央に向かって崩壊する場合がある。
ブラジル式は1984年にサンパウロで披露され、以後現在までブラジルの標準的四段円塔の構造形式となっている。香港で類似の四段円塔が披露されたこともある。最下部10人、二階5人、三階3人、頂上1人の構造で6人の補助を合わせると計25人となる。最下段は右足を前に左足を後ろにして両膝を直角に曲げ背骨を垂直にし、2人あけた隣のメンバーの手をとる。二階、三階は1人あけた隣のメンバーの手をとる。日本式と比べると塔の直径が20%以上小いので、三階の3人は額を接触させて三角錐構造をとることができる。直径が小さいため、力を中心に集中させやすい。この形式の四段円筒は、外観が美しく実際よりも高く見える。構造的には日本式より堅牢であるが、一階および二階の構成員の重量負担は大きい。三段円塔と比べると最下段の重量負担は35%以上、二階の重量負担は125%以上大きいので、高度の肉体訓練を必要とする。二階の構成員は一階と同等以上の体力が要求される大変重要である。1984年当時の設計では最下部は九人であったが、10人にすることにより塔の中央に補助を置くことができ、最下段の重量負担を9%減らすことができる。これらの利点が直径拡大の欠点を上回ることが後にわかり、一階10人の構造が定着した。
1986年10月5日、「中部創価学会第7回世界青年平和文化祭」（愛知県体育館）で披露された四段円塔は最下部8人、二階4人、三階2人、頂上1人という特異な形状であった。同様の四段円塔はブラジル、アマゾン川中流のマナウスでも披露された。この塔は細くて大変美しいが構成員には高度な肉体訓練が必要で、とりわけ三階と頂上は優れた平衡感覚が要求される。
日本の学校の運動会で披露される四段円塔は、最下段と二段目に人間ピラミッドの構造を採用するものが多い。最下段は12人、二段目は6人でピラミッド構造を構成する。三段目は腰をほぼ直角に曲げて前屈姿勢をとる。この形式は直径が大きく高さが低いが、崩壊した場合でもけが人が出にくい。
演目上の性質から事故が相次ぎ、後遺症を負うなど訴訟に至ったり。安全面を考慮して演目を廃止する動きが見られる。